# Æthelberht van Kent
Æthelberht of Ethelbert of Edelbert (ca. 550 - 24 februari 616?) was koning van Kent. Hij was de zoon van Eormenric, en werd opgevolgd door zijn zoon Eadbald. Hij was de eerste Angelsaksische koning die christen werd, en de eerste waarover we meer dan een triviale hoeveelheid betrouwbare informatie hebben. Hij geldt als de derde bretwalda (de Angelsaksische koning die als leider van alle Angelsaksen wordt beschouwd), een positie die hij vermoedelijk verwierf kort na de afzetting van Ceawlin (ca. 592). Volgens de geschiedschrijver Beda Venerabilis strekte zijn opperheerschappij zich uit tot aan de Humber. Dit was overigens slechts een tijdelijke situatie - al voor Æthelberhts dood lijkt Raedwald van East Anglia de leidende positie overgenomen te hebben.

## Bekering
Hij was getrouwd met een Frankische prinses, Bertha, dochter van de Frankische koning Charibert I en diens eerste vrouw Ingoberga. Het huwelijk was onderworpen aan de voorwaarde dat Bertha haar christelijke geloof vrij mocht belijden. Ze nam ook haar eigen bisschop mee naar Kent maar het is de bisschop niet gelukt om Æthelberht te bekeren. Mogelijk wilde hij zich bewust niet door een Frankische bisschop laten bekeren om zo zijn onafhankelijkheid van de Franken te demonstreren.
Mogelijk op uitnodiging van Æthelberht zelf, zond paus Gregorius I de Grote in 596 een delegatie onder Augustinus van Canterbury, de prior van Gregorius' familieklooster naar Kent als missionarissen. Latere bronnen leggen er de nadruk op dat deze met angst en beven naar het vreemde en barbaarse land vertrok. Engeland had in die dagen geen goede naam, er was veel oorlog en men verkocht de overwonnenen als slaven aan het vasteland. In 597 kwam Augustinus aan in Kent met de bedoeling daar het christendom te prediken. Æthelberht gaf hem daartoe toestemming, en werd korte tijd later zelf bekeerd, waarna een massabekering van de inwoners van Kent volgde. Van vernietiging van heiligdommen was echter geen sprake, die werden met wat wijwater van hun heidendom gereinigd. Augustinus werd de eerste aartsbisschop van Canterbury.

## Chronologie
- c. 590 koning van Kent, als opvolger van zijn vader. Aangevallen door Wessex.
- Wordt langzamerhand de machtigste Angelsaksische koning ten zuiden van de Humber (vooral in Essex en East Anglia) en wordt als de derde bretwalda beschouwd. De inkomsten uit handel met Gallië (Kent exporteert slaven, glaswerk en juwelen, en importeert luxe goederen) vormen een belangrijke basis voor zijn macht.
- Kiest Canterbury als zijn hoofdstad. Staat de zendeling Augustinus toe om zich daar te vestigen, geeft hem grond (voor de Sint-Petrus-en-Paulus-abdij, later Sint-Augustinusabdij) en laat zich door hem bekeren, als eerste van de Angelsaksische koningen. Vestigt de bisdommen Canterbury, Rochester en Londen. In navolging van hun koning bekeert zijn volk zich massaal tot het christendom.
- 601 Ontvangt een brief van de paus die hem welkom heet in de geloofsgemeenschap.
- ongeveer 603 legt hij de traditionele wetten vast, in het Angelsaksisch. Belangrijkst onderdeel, net als in ander Germaans gewoonterecht, is een uitgebreid stelsel van compensaties, om eigenrichting en vetes te voorkomen.
- 604 schenkt land aan de kerk van Rochester (de oudste Angelsaksische oorkonde).
- Sticht St Pauls in Londen, in Essex waar zijn neef Saebert regeert en onder Æthelberhts invloed tot het christendom is overgegaan.

Æthelberhts sterfjaar wordt in sommige bronnen als 618 gegeven, maar door Beda als 616. Welke datum juist is, is niet meer te achterhalen, maar een hypothese is dat Beda zijn sterfjaar vooruitrekende vanuit de missie van Augustinus, en daarbij abusievelijk de datum (596) van het zenden van de missie in plaats van dat van de aankomst in Canterbury (597) als begindatum nam. Ook de begindatum van Æthelberhts regering is onduidelijk. Beda stelde dat Æthelberht 56 jaar geregeerd had; moderne historici vinden dit echter onwaarschijnlijk lang. Meer aannemelijk is dat Beda (of zijn bron) bedoelde dat Æthelberht 56 jaar lang zijn aardse leven geleefd had. In dat geval zou hij dus rond 560 of 562 geboren zijn. Koning werd hij wellicht rond 585-590, bretwalda rond 593-596.
Æthelberhts feestdag was oorspronkelijk op 24 februari, maar werd verplaatst naar 25 februari.